# Gilós
El gilós és un dels personatges que apareixen esmentats sobretot a les albes, gènere pertanyent a la literatura trobadoresca que consisteix a expressar els laments dels amants perquè arriba l'alba i s'hauran de separar. Els altres personatges que hi surten són, a part del mateix trobador i la midons, el gaita (guaita, en occità), amic del trobador, que ha estat tota la nit vigilant que no arribi el gilós (gelós, en occità) i sorprengui els amants. El gilós és, indefectiblement, el marit de la midons. El darrer personatge que apareix en aquesta convenció literària és el dels lauzangiers, persones tafaneres que s'han assabentat del que ha passat i ho poden anar a explicar al gilós. Aquests darrers són temuts pel trobador i per la dama amb qui ha estat.